# 流血星期日 (1968年)
流血星期日（Bloody Sunday）指的是華約入侵捷克斯洛伐克期间，苏联士兵于1968年8月25日在普羅斯捷約夫向平民开枪，最终导致3死9伤的事件。

## 活动
1968年8月20日，华沙条约组织的五个国家的军队入侵捷克斯洛伐克，开始侵占该国领土。8月25日20点，一支苏军纵队正在从奧洛穆茨前往布爾諾，途径普罗斯捷约夫時。普罗斯捷约夫的捷克斯洛伐克人更改路标，這導致苏军迷了路，士兵们在城中街道上走散了。苏联人穿过了市中心，但由于没有路标，他们转错了弯，绕城一圈后又走上了去往奥洛穆茨的路。失去方向的苏军士兵们紧张了起来，开始在普罗斯捷约夫市公墓附近开枪，而当时城中街道上还全都是人。枪击过后，一些商店橱窗破碎，一些建筑外墙受损，三人死亡。

## 後續
8月29日，在事件中死亡的3人的葬礼举行。上千人聚集到市中心参与葬礼。有些人举起了横幅，要求蘇聯軍隊离开，而且谴责枪击行为。这起事件从未得到调查，苏方一直称此事子虚乌有。查不清事件的具体诱因以及到底有谁开了枪。